# Cratère d'Euphronios (Louvre G 103)
Pour les articles homonymes, voir Cratère d'Euphronios.
Le « cratère d'Euphronios » est un cratère en calice à figures rouges du peintre attique Euphronios, attribué au potier Euxithéos et daté de 515-510 av. J.-C.
Découvert à Cerveteri, le cratère a fait partie de la collection Campana jusqu'à son achat en 1861 par le musée du Louvre. Il fait depuis partie des collections du département des antiquités grecques, étrusques et romaines du musée du Louvre et porte le numéro d'inventaire G 103.

## Historique
Cratère en calice attique à figures rouges est une céramique à figures rouges en terre cuite datée vers 515-510 av. J.-C., signé par le peintre d'Athènes Euphronios, et attribué au potier Euxithéos. Le cratère est haut de 44,8 centimètres et mesure 55 centimètres de diamètre. 
La face principale représente la lutte d'Héraclès et d'Antée en présence de deux figures féminines qui fuient à l'arrière-plan, tandis que le revers représente un concours musical. La position d'Antée montre que la scène représentée est la fin du combat, et que son issue est proche.
Découvert dans la cité de Cerveteri, le cratère a fait partie de la collection Campana jusqu'à son achat en 1861 par le musée du Louvre. Il fait depuis partie des collections du département des antiquités grecques, étrusques et romaines du musée du Louvre et porte le numéro d'inventaire G 103.
L'œuvre est également nommée Cratère d'Antée.

Détails de l'œuvre
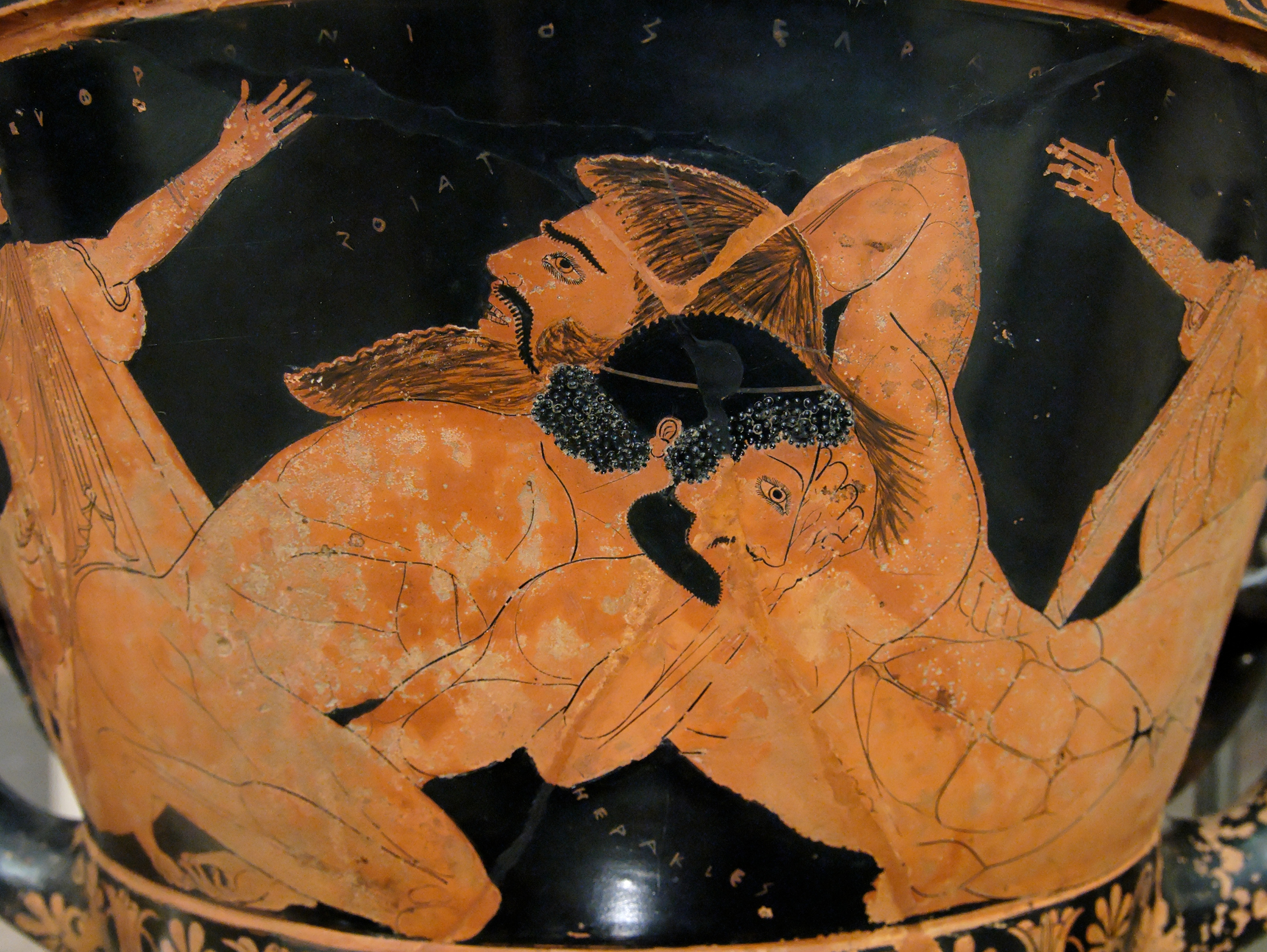
Héraclès et Antée.
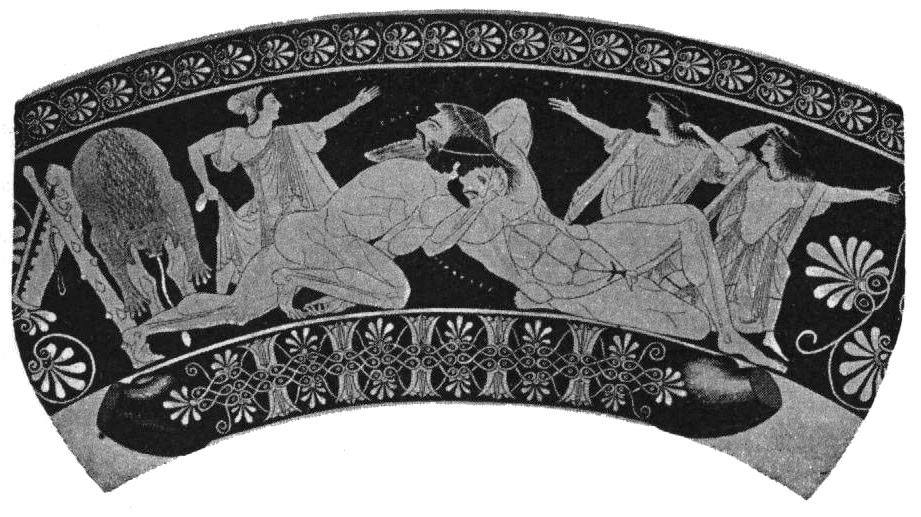
La lutte.
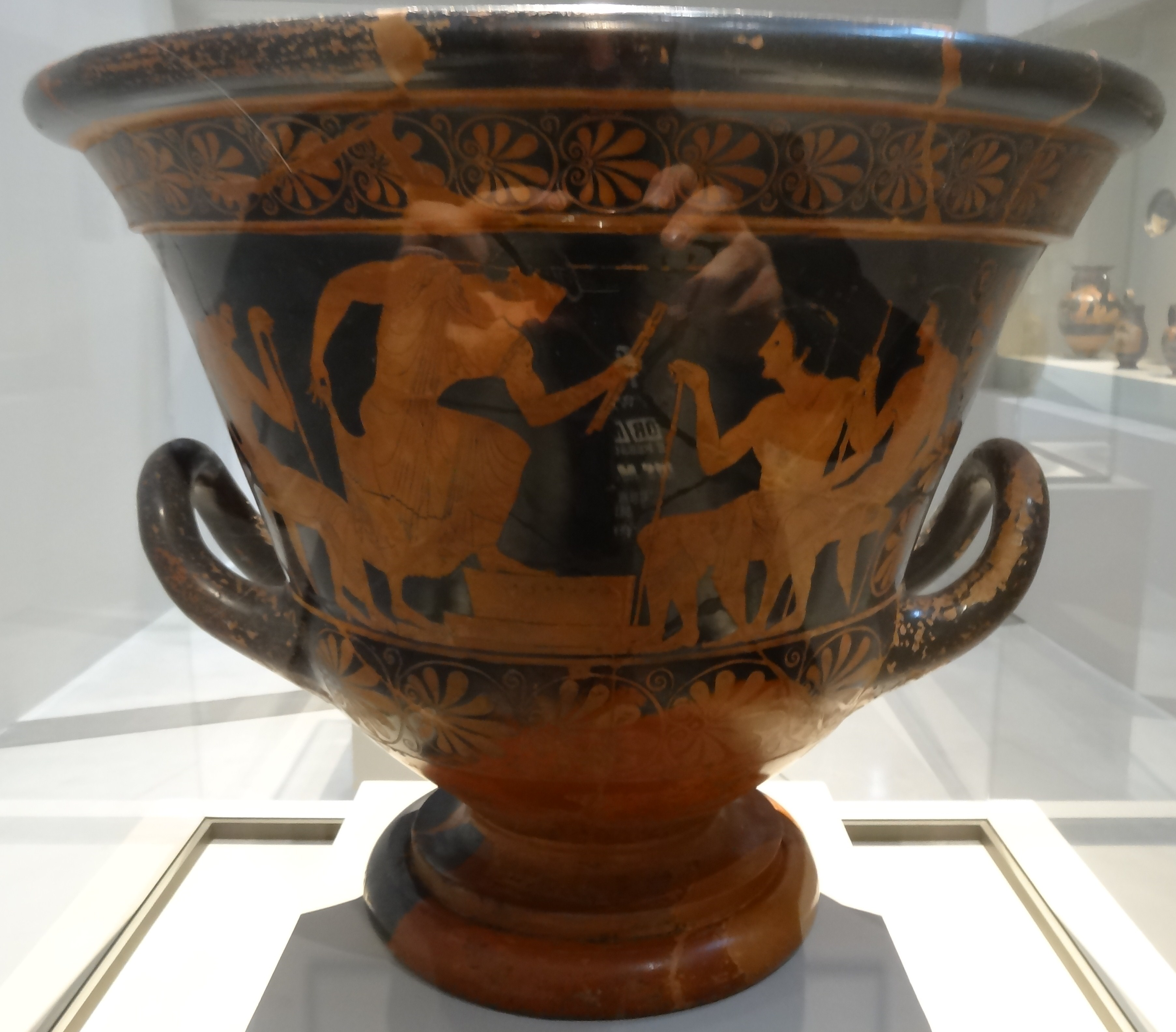
Revers.
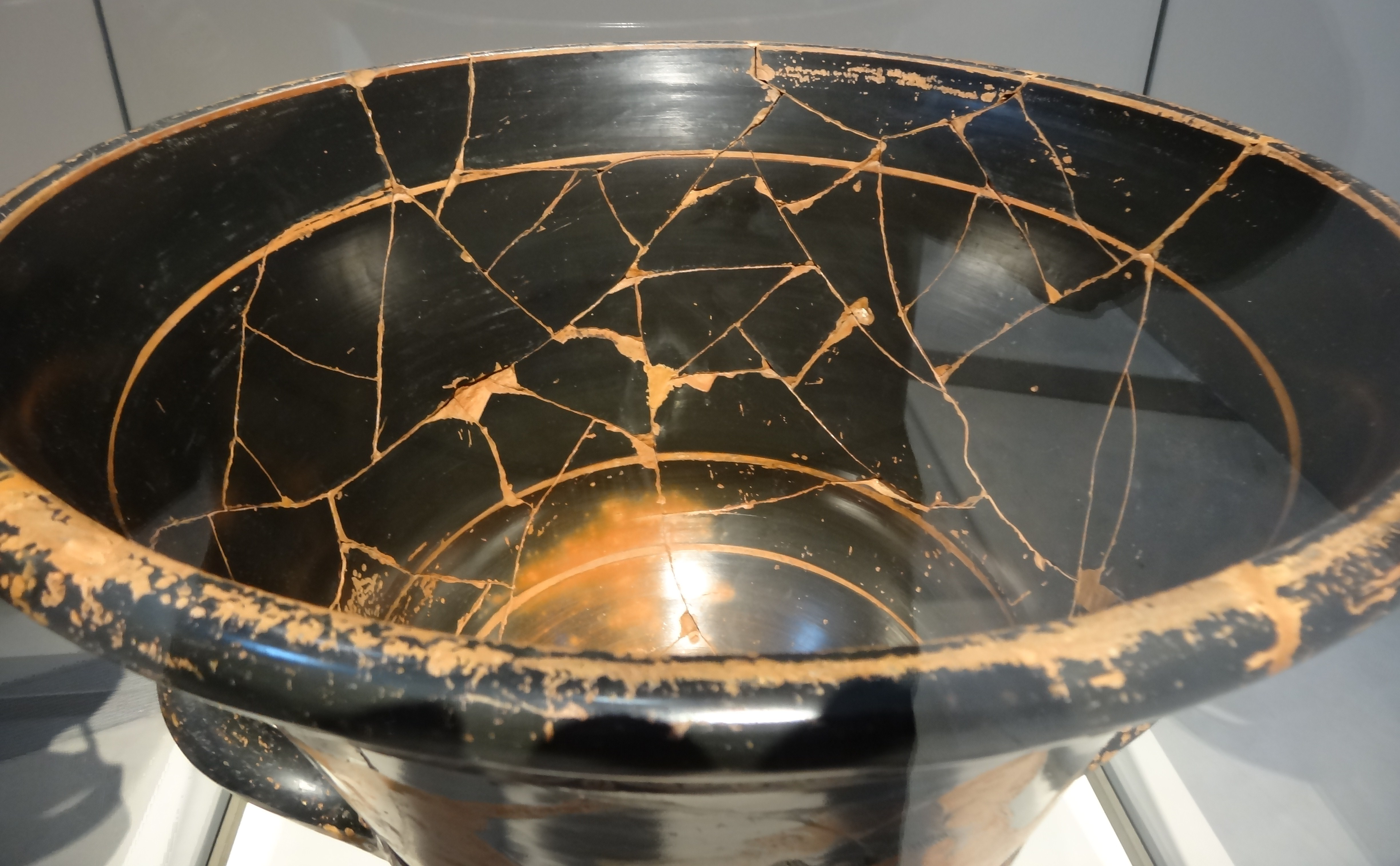
Vue de la partie haute.

## Expositions
Cratère en calice attique à figures rouges est présenté comme pièce no 289 à l'exposition temporaire du Louvre-Lens Les Étrusques et la Méditerranée,.

## Documentaire
Le magazine télévisuel culturel Palettes a consacré une émission à Euphronios : Euphronios a peint. Cratère d'Héraclès et Antée (VIe siècle av. J.-C.) d'Alain Jaubert et Pascale Vimenet (1991) (30 min, 23/10/94 sur ARTE et 12/08/2000 (Histoire) (Édité en 1992) - Il s'agit d'une étude détaillée du cratère du musée du Louvre.